# Diploneis
Diploneis ist eine Gattung der Kieselalgen (Chromobiota: Bacillariophyta),
die im Süßwasser, vor allem aber im Meerwasser vorkommen.

Die Gattung enthält 65 Arten und wurde von dem deutschen Zoologen Christian Gottfried Ehrenberg, dem Begründer der Mikropaläontologie und Mikrobiologie, zuerst beschrieben. Gattungstypus ist Diploneis didymus (Ehrenberg 1845), das der Erstbeschreiber selbst zuerst in die Gattungen Navicula (1840) beziehungsweise Pinnularia (1843) gestellt hatte.

## Merkmale
Die Vertreter sind einzellige, breitovale, zum Teil panduriforme (seitlich eingeschnürte) Kieselalgen mit breit gerundeten Enden. Die Zellen enthalten Plastiden, die durch Fucoxanthin goldbraun gefärbt sind.